# Diecéze Portalegre-Castelo Branco
Diecéze Portalegre-Castelo Branco (latinsky Dioecesis Dioecesis Portalegrensis-Castri Albi) je římskokatolická diecéze na území Portugalska se sídlem v městě Portalegre a s katedrálou Nanebevzetí P. Marie. Konkatedrála sv. Michaela se nachází v Castelo Branco. Je sufragánní diecézí vůči arcidiecézi lisabonské. 

## Historie
Diecéze Portalegre byla zřízena 21. srpna 1549 papežem Pavlem III. jako sufragánní vůči arcidiecézi lisabonské. Diecéze Castelo Branco byla zřízena v důsledku iniciativy krále Josefa I. a jeho ministra markýze de Pombala v roce 1771, kdy ji formálně založil papež Klement XIV. jako sufragánní vůči arcidiecézi lisabonské. V roce 1881 ji na žádost portugalské vlády zrušil papež Lev XIII. a její teritorium připojil k diecézi Portalegre. Roku 1956 diecéze dostala své současné jméno a bývalá katedrála v Castelo Branco byla prohlášena za konkatedrálu. 